# Plutos domedag
Plutos domedag (engelska: Pluto's Judgement Day) är en amerikansk animerad kortfilm med Musse Pigg från 1935. Fast det är en film i Musse Pigg-serien är det hunden Pluto som har huvudrollen.

## Handling
Pluto jagar en katt och springer genom fönstret i rakt in Musse Piggs knä, varpå Pluto får en utskällning av Musse. Medan Musse går iväg för att tvätta kattungen, drömmer Pluto en mardröm om att han hamnar i ett helvete styrt av katter och att han ställs inför rätta för sina brott han begått mot katter.

## Om filmen
Filmen är den 78:e Musse Pigg-kortfilmen som producerades och den sjunde som lanserades år 1935.
Filmen hade svensk premiär den 27 april 1936 på biografen Spegeln i Stockholm.

## Rollista
- Walt Disney – Musse Pigg
- Pinto Colvig – Pluto
- Clarence Nash – kattunge, kattdomare
- Billy Bletcher – kattåklagare[5]